# ACWA Power
ACWA Power ist ein saudischer Kraftwerksentwickler. Die ACWA Holding gehört zu jeweils 50 % der Al-Muhaidid-Gruppe und der Abunayyan Holding. Ende 2014 übernahm ACWA Power den insolventen deutschen Solarspiegelhersteller Flabeg.
Das Unternehmen entwickelt Kraftwerke für konventionelle und erneuerbare Energien sowie Meerwasserentsalzungsanlagen. Die Gesamtkapazität der Projekte beträgt 22,8 GW. Außerdem besitzt es einen größeren Anteil an der jordanischen Central Electricity Generation Company (CEGCO).

## Projekte
Konventionelle Kraftwerke:
- Kırıkkale, Türkei

Entsalzungsanlagen:
- Rabigh (Petro Rabigh 2 und Rabigh IWSPP)
- Shuaibah
- Shuqaiq
- Marafiq Jubail
- Barka, Oman
- zwei Entsalzungsschiffe (momentan in Yanbu)

Solarkraftwerke:
- CSP: Kraftwerk Ouarzazate (Ouarzazate, Marokko)
- CSP: Bokpoort (Südafrika)
- Photovoltaik: Karadschalowo (Bulgarien)